# Sérénade KV 185
« Antretter »
La Sérénade no 3 en ré majeur dite « « Antretter » » KV 185/167a, a été écrite par Wolfgang Amadeus Mozart à Salzbourg, pendant l'été 1773. Elle a été créée à Salzbourg le 21 juillet 1773 et rejouée le 12 août 1773. Il s'agit d'une commande de Judas Thaddäus von Antretter, fils d'un riche chancelier de la cour de Salzbourg, qui célébrait la fin de ses études de philosophie.

## Instrumentation
| Instrumentation de la Sérénade no 3 en ré majeur                     |
| Cordes                                                               |
| premiers violons, seconds violons, altos, violoncelles, contrebasses |
| Bois                                                                 |
| 2 hautbois alternant avec, 2 flûtes,                                 |
| Cuivres                                                              |
| 2 cors en ré, 2 trompettes en ré                                     |

## Structure
La sérénade est composée de 7 mouvements:
1. Allegro assai (à , 35 mesures) (à ), en ré majeur, 192 mesures, 2 sections répétées 2 fois (mesures 1 à 77, mesures 78 à 168) + Coda (mesures 169 à 192)
2. Andante, en fa majeur, à 
, 79 mesures, 2 sections répétées 2 fois (mesures 1 à 46, mesures 47 à 79)
3. Allegro, en fa majeur, à 
, 206 mesures, 1 section répétée 2 fois (mesures 1 à 16)
4. Menuetto, en ré majeur, Trio en sol majeur, à 
, 28 + 24 mesures
5. Andante grazioso, en la majeur, à 
, 115 mesures, 2 sections répétées 2 fois (mesures 1 à 47, mesures 48 à 110) + Coda (mesures 111 à 115)
6. Menuetto, en ré majeur, Trio I en ré mineur, Trio II en ré majeur, à 
, 57 + 24 + 22 mesures (Trio I cordes seules)
7. Adagio (en ré majeur, à , 11 mesures) - Allegro assai, en ré majeur, à 
, 226 mesures, 2 sections répétées 2 fois (mesures 12 à 87, mesures 88 à 199) + Coda (mesures 200 à 226)

- Durée de l'interprétation : environ 46 minutes.

La sérénade est accompagnée de la Marche en ré majeur K 189/167b.